# Occupy Wall Street

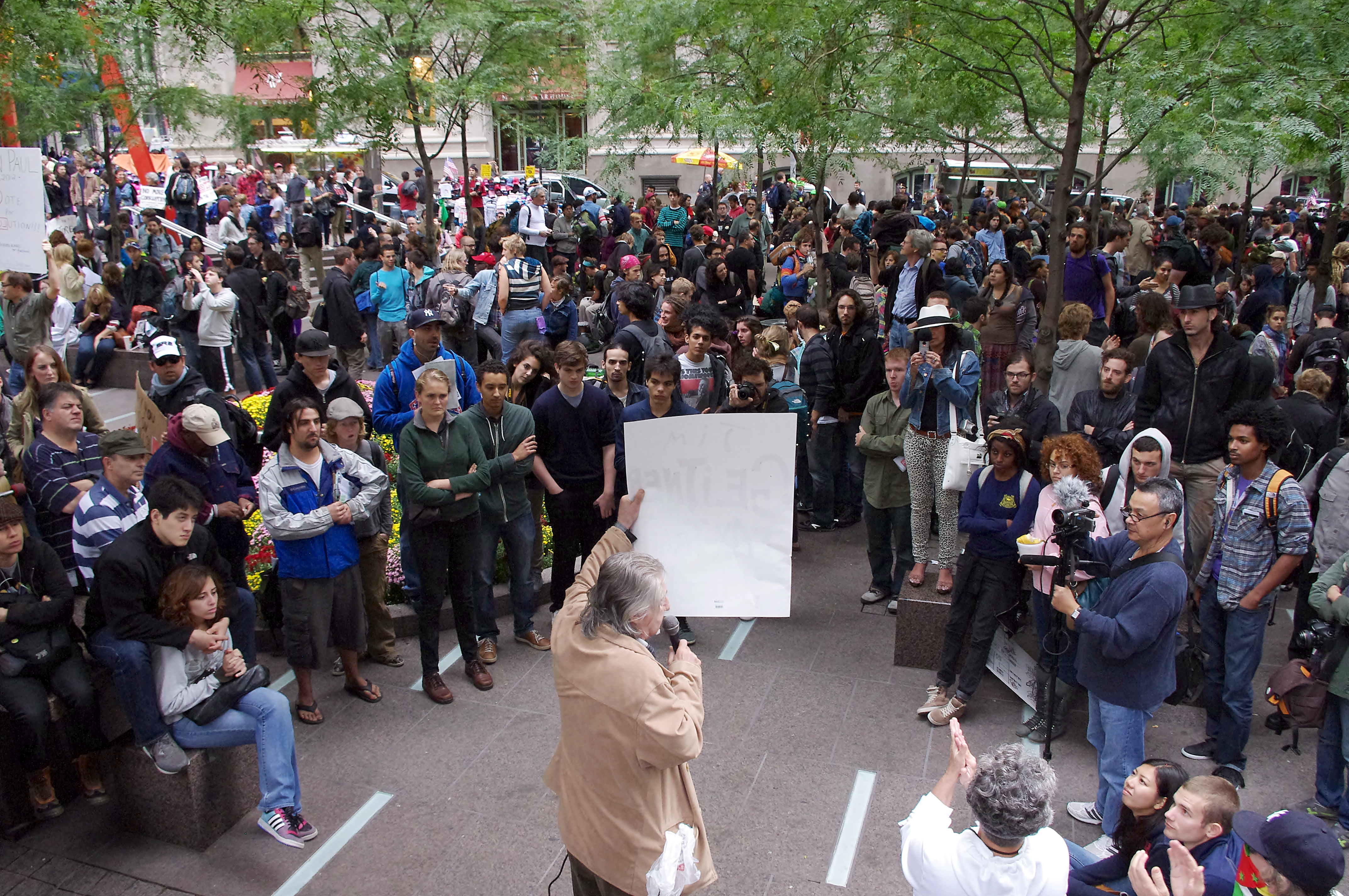
Manifestanti in dimostrazione

Occupy Wall Street, (in italiano «occupa Wall Street») è stato un movimento di contestazione pacifica, nato il 17 settembre 2011 per denunciare gli abusi del capitalismo finanziario, che si è concretizzato in una serie di dimostrazioni nella città di New York presso Zuccotti Park. Il nome del movimento assume Wall Street quale obiettivo simbolico, in quanto sede della Borsa di New York ed epicentro della finanza mondiale.
I partecipanti alla dimostrazione manifestano principalmente contro l'iniquità economica e sociale sviluppatasi a seguito della crisi economica mondiale, ispirandosi alle sommosse della primavera araba, in particolare
alle proteste tunisine.
Dimostrazioni simili si sono svolte in altre 70 città degli Stati Uniti e di seguito anche in Canada, Australia, Regno Unito a Londra e in Italia.

## Il rapporto dell'FBI
Da un rapporto di 110 pagine dell'FBI, intitolato "Potential Criminal Activity Alert", si è scoperto che il movimento è stato spiato, inquinato da infiltrati e delegittimato con un'intensa campagna di disinformazione. In questi documenti si parla anche di contatti con le maggiori banche e finanziarie statunitensi.